# 內容效度
在心理统计学領域中，內容效度、邏輯效度（英語：content validity、logical validity）指的是某個測量值多大的代表一個物體的所有子部分。譬如說，一個憂鬱量表如果只評估情感面向的憂鬱程度而沒有考慮到行為面向的話，則這個憂鬱量表可能缺乏內容效度。

## 文獻來源
1. ↑  Pennington, Donald. . Arnold（英语：Edward Arnold (publisher)）. 2003: 37. ISBN 0-340-76118-0.